# Sinji modrač
Sinji modrač (znanstveno ime Orthetrum brunneum) je vrsta raznokrilih kačjih pastirjev iz družine ploščcev, razširjena po večini Sredozemlja in od Zahodne Evrope v pasu prek Srednje Azije ter severne Kitajske do skrajnega vzhoda Azije.

## Opis
Je srednje velik kačji pastir, odrasli merijo v dolžino 41 do 49 mm in so prepoznavni predvsem po tem, da so spolno zreli samci v celoti sinjemodre barve, z le nekoliko svetlejšo obrazno masko. Pravzaprav jih je najlažje ločiti od podobnih vrst po tem, da nimajo nobenih prepoznavnih znamenj. Zelo podobni so samcem malega modrača, ki pa imajo rjavo glavo, manj enakomerno obarvano oprsje in rdečkastorjavo pterostigmo, za razliko od sinjega modrača, kjer je rumena. Kljub temu je za zanesljivo razločitev nujen ulov in pregled bolj drobnih anatomskih značilnosti. Mladi samci in samice sinjega modrača so v celoti rjavi.
Odrasli letajo od aprila do septembra, pogosto jih je možno opazovati, ko počivajo na tleh ob svojem vodotoku ali na vejah nizko nad gladino.
Na Sardiniji in Korziki živi podvrsta O. brunneum cycnos (Selys, 1848), ki ima črne proge na glavi in široke proge ob strani oprsja dokler ne odraste, toda zaenkrat ni jasno, ali gre za pravo podvrsto ali samo za ekstrem gradienta znotrajvrstne raznolikosti.

## Habitat in razširjenost
Sinji modrač se razmnožuje v raznolikih stoječih ali počasi tekočih vodnih telesih, od osončenih potokov in izvirov do umetnih bazenov in gramoznic. Potrebuje pa nezaraščene bregove v zgodnjih fazah sukcesije in je pogosto pionirska vrsta v novo preoblikovanih habitatih ter običajno izgine, ko se bregovi zarastejo. Ličinke uspevajo na dnu, bogatem z gnijočim rastlinskim materialom in blatom.
Je nižinska, toploljubna vrsta, na višjih nadmorskih višinah se pojavlja le na jugu območja razširjenosti. To obsega večji del Evrope razen Severne Evrope, Magreb v Severni Afriki, Jugozahodno in Srednjo Azijo ter pas med južno Mongolijo in severom Kitajske. V Evropi je opazno nižanje gostote populacije proti severu, pri čemer pa se območje razširjenosti od 1990. let opazno širi v tej smeri, verjetno zaradi podnebnih sprememb. V Ukrajini in Rusiji je redek. V Sloveniji je pogost in ni ogrožen, saj mu ustrezajo močno degradirani vodotoki. Pogosto se pojavlja skupaj z malim modračem, v tem delu območja razširjenosti so odrasli aktivni med koncem maja in začetkom septembra.